# Krists Neilands
Krists Neilands (ur. 18 sierpnia 1994 w Windawie) – łotewski kolarz szosowy.

## Osiągnięcia
Opracowano na podstawie:

2011
- 2. miejsce w mistrzostwach Łotwy juniorów (jazda indywidualna na czas)

2012
- 3. miejsce w mistrzostwach Łotwy juniorów (start wspólny)
- 2. miejsce w mistrzostwach Łotwy juniorów (jazda indywidualna na czas)
- 1. miejsce w Tour de la region de Lodz
  - 1. miejsce na 2. etapie

2013
- 3. miejsce w mistrzostwach Łotwy U23 (start wspólny)

2014
- 1. miejsce w mistrzostwach Łotwy U23 (jazda indywidualna na czas)

2015
- 1. miejsce w mistrzostwach Łotwy U23 (jazda indywidualna na czas)
- 2. miejsce w mistrzostwach Łotwy (start wspólny)
- 1. miejsce w klasyfikacji młodzieżowej Podlasie Tour
- 1. miejsce na 3. etapie Tour of Borneo

2016
- 1. miejsce w mistrzostwach Łotwy U23 (jazda indywidualna na czas)

2017
- 1. miejsce na 5. etapie Tour d’Azerbaïdjan
- 3. miejsce w mistrzostwach Łotwy (jazda indywidualna na czas)
- 1. miejsce w mistrzostwach Łotwy (start wspólny)
- 1. miejsce w klasyfikacji młodzieżowej Volta a Portugal

2018
- 1. miejsce w Dwars door het Hageland
- 1. miejsce w mistrzostwach Łotwy (start wspólny)
- 3. miejsce w Prueba Villafranca-Ordiziako Klasika

2019
- 2. miejsce w Vuelta a Asturias
- 1. miejsce w Tour de Hongrie
  - 1. miejsce w klasyfikacji górskiej
  - 1. miejsce na 2. i 4. etapie
- 1. miejsce w mistrzostwach Łotwy (jazda indywidualna na czas)
- 3. miejsce w Arctic Race of Norway
  - 1. miejsce w klasyfikacji młodzieżowej
- 1. miejsce w Grand Prix de Wallonie

2022
- 2. miejsce w mistrzostwach Łotwy (jazda indywidualna na czas)

## Rankingi
| Rok              | 2013 | 2014 | 2015 | 2016 | 2017 | 2018 | 2019 | 2020 | 2021 | 2022 | 2023 | 2024 |
| ---------------- | ---- | ---- | ---- | ---- | ---- | ---- | ---- | ---- | ---- | ---- | ---- | ---- |
| World Ranking    |      |      |      | 809. | 422. | 178. | 116. | 792. | 356. | 441. | 229. | 412. |
| UCI Europe Tour  | 786. | 834. | 240. | 545. | 225. | 74.  | 96.  | 632. | 298. | 352. | -    | -    |
| UCI Asia Tour    | -    | -    | 72.  | 615. | -    | -    |      |      |      |      |      |      |
| UCI America Tour | -    | -    | -    | 510. | -    | -    |      |      |      |      |      |      |
| UCI Oceania Tour | -    | -    | -    | -    | -    | 49.  |      |      |      |      |      |      |
|                  |      |      |      |      |      |      |      |      |      |      |      |      |
| Źródło: UCI      |      |      |      |      |      |      |      |      |      |      |      |      |